# Santa Leocádia (Chaves)
Santa Leocádia is een plaats (freguesia) in de Portugese gemeente Chaves en telt 419 inwoners (2001).